# Mona Mpembele
Pour les articles homonymes, voir Pembélé.
Mona Mpembele (prononcé [mɔna m͡pɑ̃mbele]), née le 28 mars 1975 à Kinshasa au Zaïre, est une journaliste, productrice et réalisatrice congolaise de documentaires sociopolitiques et culturels africains.
Elle a produit et réalisée des reportages pour Télé Bruxelles (aujourd’hui Bx1) et pour la chaîne française TéléSud dans l’émission Afrikavision, homonyme de sa plate-forme médiatique créé en 2010. Elle anime également l'émission politique Afrika Europa au Parlement européen.

## Biographie

### Famille et jeunesse
Mona Mpembele est née le 28 mars 1975 en république démocratique du Congo de parents diplomates. Son père était haut fonctionnaire international, chef du service diplomatique des télécommunications pour l'Organisation de l'unité africaine (OUA) et fût l'administrateur de l'Union internationale des télécommunications, basée à Genève. Depuis l'enfance, de par ses parents, elle est imprégnée du panafricanisme, qu'elle affirme comme un héritage naturel au même titre que la communication : « j’ai le panafricanisme dans le sang par mon père et par ma mère également car mes aïeux ont pendant plusieurs décennies milité pour une Afrique libre et prospère».

### Études et carrière

#### Débuts de carrière
Elle détient une licence en communication obtenue à l'École des nouveaux métiers de la communication (EFAP). 
Début 2000, ses premières activités professionnelles ont été dans les domaines de la publicité, du marketing et de l'événementiel.
En 2007, elle a travaillé pour la société belge de communication et de publicité marketing Kiube en tant que Business Manager.

#### Afrikavision
En 2010, elle fonde Afrikavision Media, la première plateforme médiatique belge pour la diversité, consacrée à la culture et à l'Afrique, dont elle est la directrice générale.
Le média Afrikavision nouvellement créé, à comme objectif à se concentrer sur l'Afrique, avec une vision du monde ouverte, et de participer à la suppression des barrières communautaires pour lutter contre les préjugés. Le succès d'Afrikavision Media lui a ouvert les portes de la télévision belge (Télé Bruxelles, rebaptisé BX1), française (TéléSud) et internationale, comme le magazine Forbes.

#### AfricaMuseum
Elle a occupé pendant 10 ans le poste d'administratrice du COMRAF (Comité de concertation du Musée Royal d’Afrique Centrale avec les associations africaines) à l’AfricaMuseum et s’est spécialisée sur la question de la décolonisation africaine.

## Émissions en tant que présentatrice
Tous les mois, sur la chaîne parlementaire EuroparlTV, elle co-anime l'émission Afrika Europa en compagnie de journalistes et politologues africains. Durant l'émission, les eurodéputés débattent de politique africaine ainsi que des acteurs de la société civile et de l'influence africaine en Europe.
En outre, elle conçoit des vidéos exclusives sur la chaîne YouTube d'Afrikavision et publie également les rediffusions de ses émissions et passages télévisés.

## Distinctions
Elle a co-réalisé Palimpsest of the Africa museum 2019, 69'' avec le cinéaste belge Matthias De Groof et a obtenu le Filaf d’argent».